# Jigoro Kano

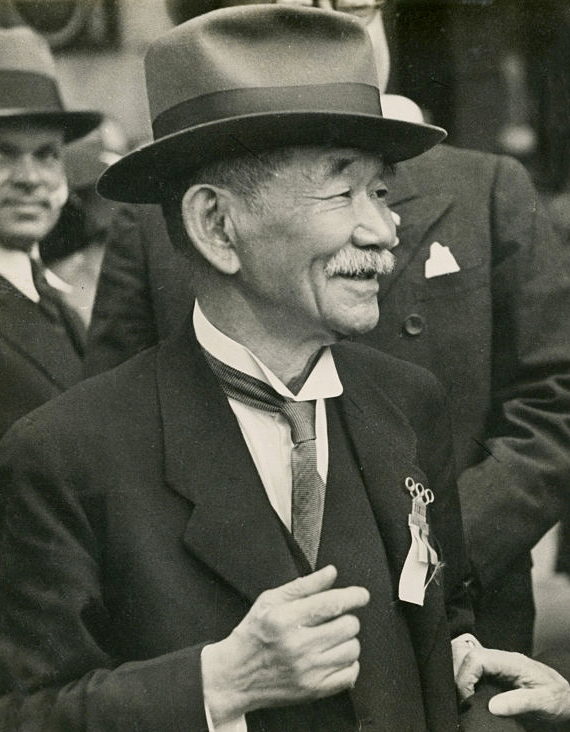
Jigoro Kano, Berlijn, 31 juli 1936.

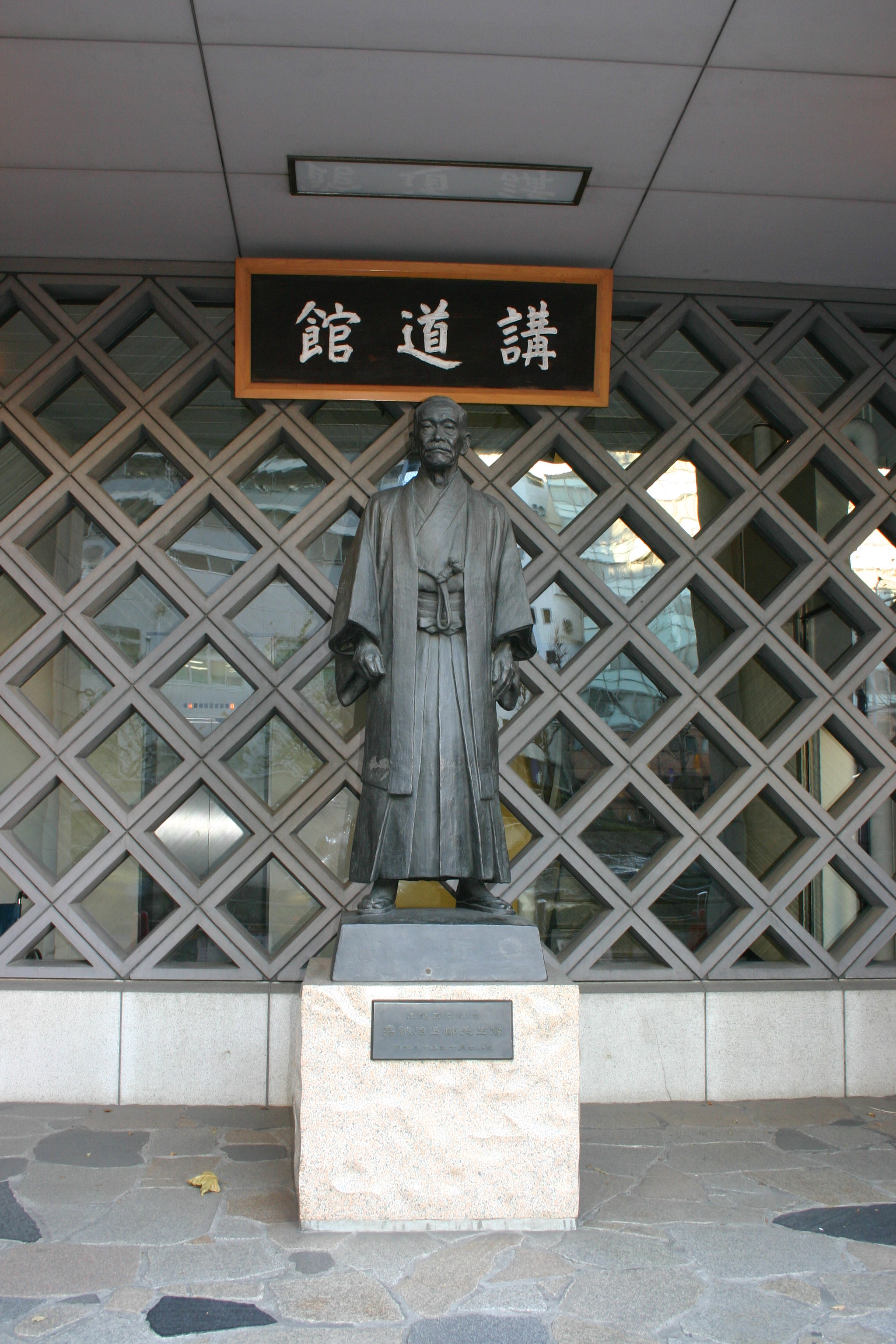
Standbeeld van Jigoro Kano voor het Kodokan Instituut in Tokio.

Jigoro Kano (Japans: 嘉納 治五郎 Kanō Jigorō, Mikage, 28 oktober 1860 – 4 mei 1938) is de grondlegger van het judo.
Kano legde als grondlegger van het judo de nadruk op vreedzaamheid en veiligheid, d.w.z. het vermijden van het toebrengen van letsel als karakter van zijn kunst. Hij was een groot voorstander van een ethisch verantwoorde en veilige toepassing ervan; tevens was hij een aanhanger en promotor van de Olympische beweging. In 1909 werd Kano lid van het Internationaal Olympisch Comité en was daarmee de eerste Aziaat die werd toegelaten tot dit gezelschap. Dit bood hem de gelegenheid het judo wereldwijd te promoten.
Zo was hij in 1928 ook in Amsterdam toen daar de Olympische Zomerspelen werden gehouden. .Hij zag daar met eigen ogen dat zijn land voor de eerste keer twee gouden medailles won . Dit betekende de doorbaak van Japan in de internationale sport. Dankzij Kano had de olympische beweging definitief wortel geschoten in Azië.
De Olympische Zomerpelen van 1940 waren door zijn harde werk aan Tokio toegewezen. Dit resultaat had de absolute bekroning van zijn werk moeten zijn, maar dat evenement is nooit doorgegaan.

## Biografie
Kano (Japans: 嘉納) is geboren in Mikage (ook vermeld als Kikage), een Japans dorp dicht bij Kobe (in de huidige wijk Higashinada-ku). Hij was de derde zoon van de handelaar in scheepvaartmaterialen Jerosaku Kano. Toen hij 12 jaar oud was, verhuisde Jigoro met zijn familie naar de hoofdstad Tokio. In 1877 begon Kano aan zijn studie aan de hoffelijke Universiteit te Tokio en op 21-jarige leeftijd behaalde hij zijn graad in de economische en politieke wetenschappen. Kano verloor zijn interesse in politiek en studeerde verder aan de pedagogische faculteit. Daar behaalde hij een onderwijsgraad en promoveerde een jaar later in de filosofie. Hij werd eerst lector en later hoogleraar. Daarna werd hij onderdirecteur van de school van adel.
Kano werd als kind vaak gepest en leerde jiujitsu om zich te kunnen verdedigen. Hij ging les op les bij leraar Teinoskuku Yagi. Die bracht Kano vervolgens in contact met Hachoinosuke Fukuda, directeur van de Tenjin Shinyo-ryu school. Kano vond alle technieken heel interessant en ging daarom alle technieken verzamelen en documenteren. Ook las hij veel boeken en leerde zelfs technieken van andere sporten zoals bijvoorbeeld westers worstelen en sumo.
Wat Jigoro Kano nou zo bijzonder maakt is dat hij niet alleen deze technieken verzamelde, maar hij ging de technieken gebruiken voor een ander doel. Waar de technieken eerst bedoeld waren om je tegenstander te verslaan (of zelfs doden), wil Kano de technieken gebruiken voor opvoeding en ontwikkeling. Bij het trainen van jiujitsu werden veel ruwe en gevaarlijke technieken gebruikt. Kano kwam vaak bont en blauw thuis, dit leverde hem de bijnaam "de pleister" op. Kano wilde de gevaarlijke technieken weglaten en een nieuwe stijl ontwikkelen waar je elkaar niet ernstig verwond zodat je veiliger en technischer kan trainen. Dit is de basis van judo. Hij noemt deze nieuwe stijl van trainen niet meer jiujitsu, maar judo.
Judo is een Japans woord. JU betekent zacht en DO betekent weg. Judo betekent dus de zachte weg. Dat klinkt misschien raar, maar als je het vergelijkt met boksen dan begrijp je het misschien wel. Bij judo mag je elkaar niet expres pijn doen, je probeert de ander alleen te overmeesteren.
In 1882 opende Kano op 22-jarige leeftijd de eerste judoschool: de Kodokan. Behalve een training van het lichaam was voor Kano ook de training van de geest en het continu streven naar ontwikkelen. Hij bedacht twee basis regels voor judo.
- Seiryoku Zenyo (Met minimale kracht het maximale resultaat bereiken): je moet leren efficient om te gaan met je kracht. Bij te weinig energie lukt het niet, te veel energie is verspilling.
- Jita Kyoei (Wederzijds profijt en algemeen welzijn): judo train je samen, dus moet je respect hebben en rekening houden met elkaar. Samen worden we beter.

In 1909 werd Kano lid van het Internationaal Olympisch Comité. Als IOC-lid geloofde Kano in sport als middel om landen tezamen te brengen. Hij droomde er van om de Olympische Spelen in 1940 te Tokio te laten plaatsvinden.
Kano overleed in 1938 op 77-jarige leeftijd aan boord van het stoomschip "Hikawa Maru", op de terugreis van een rondreis door Europa. De officiële doodsoorzaak is longontsteking, maar er zijn ook hardnekkige geruchten dat Kano werd vergiftigd. Kano was echter al enige tijd voor zijn dood slachtoffer van een zwakke gezondheid, dat is te lezen in de brief van mevr. Sarah Meyer aan Gunji Koizumi op 12 september 1934: "Prof. [Jigoro] Kano is just back [from a trip] but not well as he has stone in kidney. People don't seem to think he will live much longer." Hij heeft de uitnodiging om de rondreis door Europa te doen dan ook in eerste instantie afgeslagen. Echter, prins Tokugawa, lid van de keizerlijke hofhouding, heeft Kano op persoonlijke titel verzocht zijn plaats in de delegatie in te nemen.
De dood van Kano is de tragiek van een oude man die zijn hele leven buitengewoon hard gewerkt heeft voor zijn idealen, en die in het zicht van de haven is overleden. De geruchten van moord zijn verder niet echt te onderbouwen. De Japanse regering wilde de Kodokan omzetten in een militaire academie en Kano was hier fel tegen. Enkele weken na de dood van Kano zette de regering haar plan alsnog door. Echter, als Kano nog geleefd had, dan had Kano ze daar zeker niet van kunnen weerhouden.  
Judo is echter weer opgeklommen en heeft zich bewezen als een echte educatieve sport. En Kano's droom van het organiseren van de Olympische Spelen kwam ook uit met de Olympische Zomer Spelen in Tokio in 1940. 
Judo werd steeds populairder en verspreidde zich over de hele wereld. En nog mooier was het toen in 1964, judo een Olympische sport werd Olympische Zomer Spelen in Tokio. In een speech zei kano in 1934: "Niets is belangrijker dan educatie."
Jigoro Kano is begraven in Matsudo, in de prefectuur Chiba, ongeveer 60 km ten noordoosten van Tokio. Graf van Kano.
- Biblioteca Nacional de España: XX985280
- Bibliothèque nationale de France: cb130178073 (data)
- Catàleg d'autoritats de noms i títols de Catalunya: 981058526583006706
- CiNii: DA02385722
- Gemeinsame Normdatei: 116044748
- International Standard Name Identifier: 0000 0000 8395 570X
- Library of Congress Control Number: n81072481
- Nationale Bibliotheek van Letland: 000222038
- Bibliotheek van het Japanse parlement: 00026740
- Nationale Bibliotheek van Tsjechië: js20061124002
- Nationale bibliotheek van Australië: 35309360
- Nationale Bibliotheek van Israël: 987007277103005171
- Nationale Bibliotheek van Polen: a0000001634205
- Nationale en Universitaire bibliotheek Zagreb: 000104691
- Nederlandse Thesaurus van Auteursnamen: 07292960X
- Système universitaire de documentation: 035295996
- Trove: 906542
- Virtual International Authority File: 76449117
- WorldCat: E39PBJbxDmtfrYB6JfkGBd8Qv3